# Mayako
Mayako est un village de la commune de Mayo-Baléo situé dans la région de l'Adamaoua et le département du Faro-et-Déo, à proximité de la frontière avec le Nigeria.

## Population
En 1971, Mayako comptait 90 habitants, principalement Koutine (ou Pere).
Lors du recensement de 2005, le village comptait 209 personnes, 104 de sexe masculin et 105 de sexe féminin.